# Passerelle d'Herbatte
La passerelle d'Herbatte est une passerelle récente construite pour permettre la traversée des lignes de chemin de fer (125 et 162) par les piétons. Elle est située à Namur et relie le boulevard d'Herbatte au boulevard Cauchy.